# Taluba-Kolonia
Taluba-Kolonia – część wsi Taluba w Polsce położona w województwie mazowieckim, w powiecie garwolińskim, w gminie Garwolin.
Taluba-Kolonia należy do rzymskokatolickiej parafii św. Jana Pawła II w Sulbinach.
W latach 1975–1998 Taluba-Kolonia należała administracyjnie do województwa siedleckiego.